# كلود بودان
كلود بودان (بالفرنسية: Claude Bodin) هو سياسي فرنسي، ولد في 15 مايو 1952 في فرساي في فرنسا. حزبياً، نشط في الاتحاد من أجل حركة شعبية. وقد انتخب عضو مجلس جهوي (1 أبريل 2003 – ) وانتخب نائب فرنسي عن دائرة Val-d'Oise's 4th constituency ‏ خلال فترته النيابية ‏ (20 يونيو 2007 – 19 يونيو 2012).

## وصلات خارجية
- الموقع الرسمي